# Michał (Czawdarow)
Michał, imię świeckie Dimityr Todorow Czawdarow (ur. 6 kwietnia 1884 w Kałoferze, zm. 8 maja 1961 w Ruse) – egzarcha Bułgarii od listopada 1948 do stycznia 1949.

## Życiorys
Od 1896 mieszkał razem z rodziną w Sofii, gdzie ukończył progimnazjum, po czym w 1898 rozpoczął naukę w szkole teologicznej w Samokowie, którą ukończył w 1902. W 1906 uzyskał stypendium kościelne umożliwiające mu wyjazd do Kijowa i podjęcie studiów w tamtejszej Akademii Duchownej. Od 1910 do 1912, po powrocie do Bułgarii, był wykładowcą seminarium duchownego w Sofii. 24 grudnia 1911 w seminaryjnej cerkwi św. Jana Rylskiego złożył wieczyste śluby mnisze przed rektorem seminarium, biskupem Neofitem, przyjmując imię Michał. Następnego dnia metropolita warneński i wielkopresławski Symeon wyświęcił go na hieromnicha i powierzył mu funkcję protosyngla eparchii warneńskiej i wielkopresławskiej, którą pełnił do 1923. W 1915 Michał (Czawdarow) otrzymał godność archimandryty. Od 1923 do 1923 był rektorem seminarium w Sofii.
28 kwietnia 1924 w soborze Trójcy Świętej w Warnie miała miejsce jego chirotonia na biskupa welickiego, wikariusza eparchii warneńskiej i wielkopresławskiej, w której w charakterze konsekratorów wzięli udział metropolici warneński i wielkopresławski Symeon, starozagorski Paweł oraz lewkijski Warłaam. W 1927 biskup Michał został metropolitą dorostolskim i czerweńskim. Jako ordynariusz tejże eparchii zaangażował się w szereg inicjatyw kulturalnych i społecznych, był również honorowym przewodniczącym Bułgarskiego Czerwonego Krzyża w Sofii, a następnie w Ruse. Opublikował szereg prac o tematyce historycznej, społecznej i teologicznej.
Po odsunięciu z urzędu egzarchy Bułgarii metropolity Stefana (Szokowa), metropolita Michał został w listopadzie 1948 przewodniczącym Świętego Synodu Kościoła. Jednak już w styczniu roku następnego, z powodu konfliktu hierarchy z komunistycznym rządem, zastąpił go dotychczasowy metropolita Wraczy Paisjusz.
Zmarł w 1961 w Ruse i został pochowany w miejscowym soborze Trójcy Świętej.